# Leis Orgânicas do Oregon

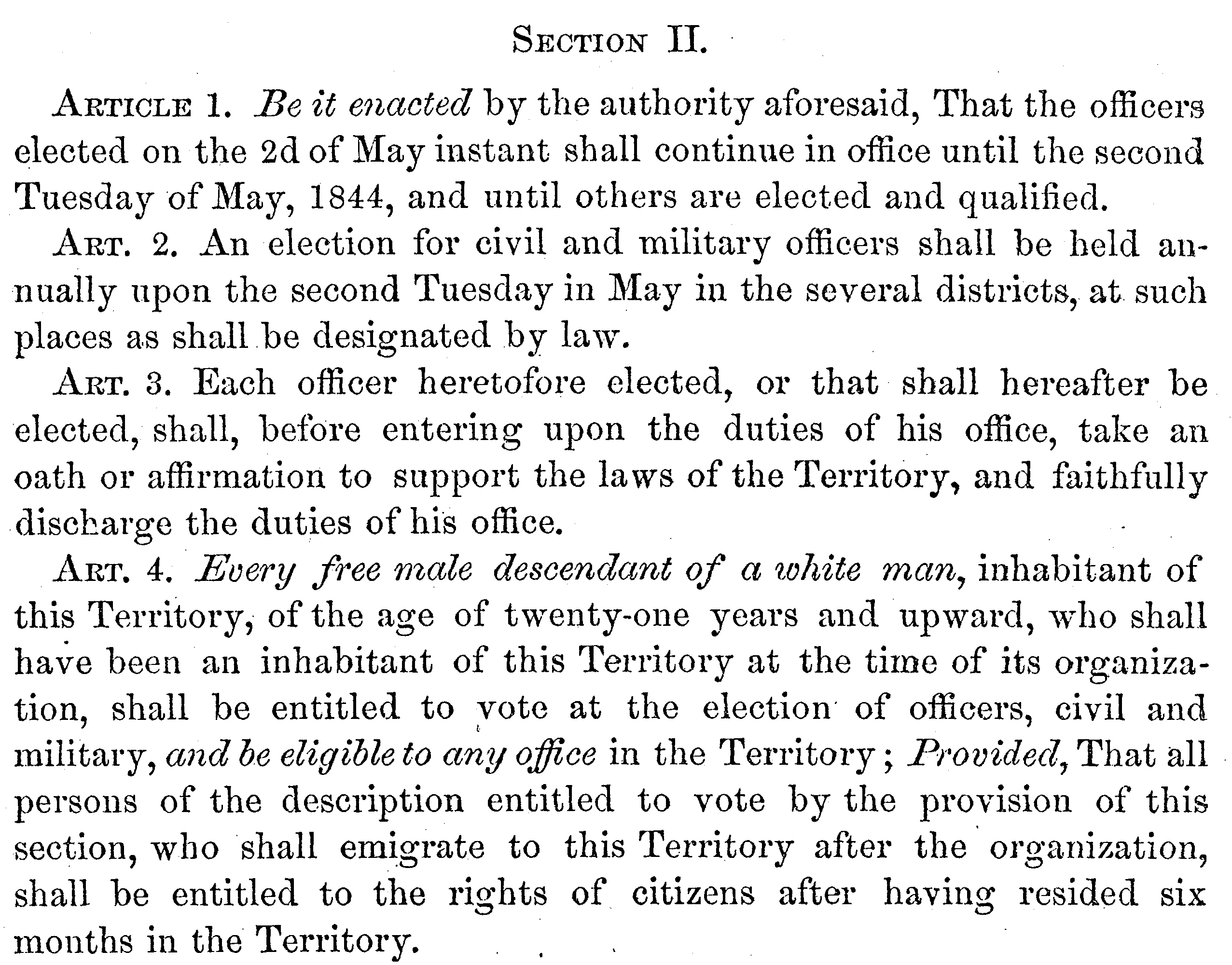
Um artigo das Organic Laws

As Leis Orgânicas do Oregon (em inglês:  Organic Laws of Oregon) foram dois conjuntos legislativos da década de 1840 que estabeleceram uma estrutura para governo do Oregon Country, na região noroeste dos Estados Unidos. Estas leis foram criadas com um comité legislativo após os encontros de Champoeg, realizados em Champoeg. No último encontro de Champoeg em maio de 1843, a maioria dos votantes, entre os colonizadores do Oregon Country, optou por criar o que se tornaria o governo provisório do Oregon. As leis foram concebidas pelo comité e aceites por voto popular em julho, e seriam reformadas numa segunda versão de 1845.
As Organic Laws eram baseadas nas leis do Território do Iowa e estruturavam o governo em três ramos: executivo, legislativo e judicial. Quando o Território do Oregon se formou em 1848, o governo do território passou a controlar a legislação, e invalidou uma secção das Organic Laws. Em 14 de fevereiro de 1859, o Oregon tornou-se um estado dos Estados Unidos e a Constituição do Oregon passou a constituir o enquadramento legislativo para o estado.